# Coryne tasmanica
Coryne tasmanica är en svampart som först beskrevs av Rodway, och fick sitt nu gällande namn av Dennis 1958. Coryne tasmanica ingår i släktet Coryne och familjen Helotiaceae.   Inga underarter finns listade i Catalogue of Life.